# Blake Scholl
Nathaniel Blake Scholl (né c. 1981) est un entrepreneur technologique américain. Il a fondé Boom Technology en 2014, qui est devenue en 2025 la première entreprise privée américaine à construire un avion volant à des vitesses supersoniques, le projet en question n'ayant pas été commandé par le gouvernement américain,.

## Jeunesse
Scholl est né à Cincinnati, dans l’Ohio d'un père ingénieur électricien (d'origine allemande) et d'une mère professeure de français. Décrocheur du lycée, il a obtenu une bourse pour une entrée anticipée à l'université Carnegie-Mellon, où il s'est spécialisé en informatique,.

## Carrière
Scholl a travaillé pour Jeff Bezos aux « premiers jours » d'Amazon. Il a ensuite cofondé Kima Labs, une startup de technologie mobile qui a été rachetée par Groupon en 2012,.  
Au début de l'année 2014, Scholl a suivi des cours de conception d'avions, construit un modèle aérodynamique et sollicité les avis d'un professeur de Stanford, qui a examiné ses calculs et l'a encouragé à viser plus haut, affirmant que ses estimations dans son modèle de feuille de calcul pour le vol supersonique étaient conservatrices.  
Scholl a investi la moitié de sa part des recettes de la vente dans sa prochaine entreprise, Boom Technology, qu'il a fondée plus tard cette année-là,. Il est PDG de l'entreprise depuis octobre 2019.  
L'avion de l'entreprise, le Boom XB-1, a effectué son premier vol d'essai supersonique en 2025,.

## Vie privée
Scholl a obtenu sa licence de pilote privé en 2007. Il a quatre enfants.